# Svarttjärnen (Lerums socken, Västergötland)
Svarttjärnen är en sjö i Lerums kommun i Västergötland och ingår i Göta älvs huvudavrinningsområde.